# Chợ Gukje
Chợ Gukje hoặc Chợ Quốc tế Nampodong là một khu chợ ở Sinchang-dong, Khu Trung, Busan, Hàn Quốc.